# Râul Corbu, Sighiștel
Râul Corbu este un curs de apă, afluent al râului Sighiștel. 

## Hărți
- Harta Munții Bihor